# 아시아 AB버스
아시아 AB버스는 아시아자동차의 대형버스 차종이며, 차량 네이밍에서 세자리로 이루어진 숫자는 엔진 마력을 뜻하였다. 
- 아시아자동차에서 피아트 버스(현재는 이베코)의 308 버스에서 원래 차량 하부 가운데에 있던 엔진을 전면에 탑재시켜 프론트엔진 버스로 만들어 놓고 차고를 높이는 등 우리 나라 사정에 맟게 설계하여 판매하였다.

- P9-AMC의 후속 차종인 이 차종은 1977년 8월에 출시하여 1982년 상반기에 단종되었다.

## 개요
D0846HM 엔진(185마력 7,255cc)의 프런트엔진 도시형 버스인 AB185(F)와, D2156HM 엔진(236마력, 10,350cc)의 리어엔진 장축형 모델인 AB236(R) 모델이 있었다.
AB185(F)는 서울, 광주, 전라남도, 대전, 충청북도, 대구에서 총 785대 팔렸으나 AB236(R)은 전국을 통틀어 단 6대만 판매되었다.

### AB185
- AB185는 1977년 8월에 P-9 AMC 프런트 엔진 버스의 후속으로 출시되었고 10m급 전방엔진 버스차종이다.
- 1977년 8월 AB185 중문형 시내버스 첫 출시이자 마지막 출시 하였다.
- 1977년 9월 AB185 중문형, 시외완행형 시외직행형 관광 자가용 첫 출시이자 마지막 출시 하였다.
- 1978년 8월 AB185 중문형 시내버스 마지막 출시 하였고 1년만에 단종 하였다.
- 1978년 8월 AB185 중문형, 시외완행형 관광 자가용 1년만에 단종 하였다.
- 1978년 9월 AB185 AB185L 전중문형 시내버스, 시내일반입석도시형버스 1년만에 첫 출시 하였다.
- 1978년 9월 AB185 전문형 시내버스, 시내직행좌석형 1년만에 첫 출시 하였다.
- 1978년 9월 AB185 전문형 시외급행 전문형/시외 전문형, 시외급행 시외직행/관광/자가용버스 1년만에 첫 출시 하였다.
- 1978년 9월 AB185 전문형 중문형, 시외완행형 시외직행형버스만 1년만에 첫 출시 하였다.
- 1979년 1월 AB185 AB185L 전중문형 시내버스, 시내일반입석도시형버스 1년만에 첫 출시 마지막 출시 하였다.
- 1979년 1월 AB185 전문형 시내버스, 시내직행좌석형 1년만에 첫 출시 마지막 출시 하였다.
- 1979년 1월 AB185 전문형 시외급행 전문형/시외 전문형, 시외급행 시외직행/관광/자가용버스 1년만에 첫 출시 마지막 출시 하였다.
- 1979년 1월 AB185 전문형 중문형, 시외완행형 시외직행형버스 만 1년만에 첫 출시 마지막 출시 하였다.
- 1980년 1월 1기형 AB185F 전중문형 시내버스, 시내일반입석도시형버스 1년만에 첫 출시 하였다.
- 1980년 1월 1기형 AB185F 전문형 시내버스, 시내직행좌석형 1년만에 첫 출시 하였다.
- 1980년 1월 1기형 AB185F 전문형 시외급행 전문형/시외 전문형, 시외급행 시외직행/관광/자가용버스 1년만에 첫 출시 하였다.
- 1980년 1월 1기형 AB185F 전문형 중문형, 시외완행형 시외직행형버스 만 1년만에 첫 출시 하였다.
- 1981년 1월 1기형 AB185F AB185FL 전중문형 시내버스, 시내일반입석도시형버스 1년만에 첫 출시 하였다.
- 1981년 1월 1기형 AB185F 전문형 시내버스, 시내직행좌석형 1년만에 첫 출시 하였다.
- 1981년 1월 1기형 AB185F 전문형 시외급행 전문형/시외 전문형, 시외급행 시외직행/관광/자가용버스 1년만에 첫 출시 하였다.
- 1981년 1월 1기형 AB185F 전문형 중문형, 시외완행형 시외직행형버스 만 1년만에 첫 출시 하였다.
- 1981년 9월 2기형 AB185F AB185FL 전중문형 시내버스, 시내일반입석도시형버스 1년만에 첫 출시 하였다.
- 1981년 9월 2기형 AB185F 전문형 시내버스, 시내직행좌석형 1년만에 첫 출시 하였다.
- 1981년 9월 2기형 AB185F 전문형 시외급행 전문형/시외 전문형, 시외급행 시외직행/관광/자가용버스 1년만에 첫 출시 하였다.
- 1981년부터 1982년에 단종될 때까지는 AB185F로 판매되었다.
- 1982년 1월 2기형 AB185F AB185FL 전중문형 시내버스, 시내일반입석도시형버스 1년만에 첫 출시 마지막 출시 하였다.
- 1982년 1월 2기형 AB185F 전문형 시내버스, 시내직행좌석형 1년만에 첫 출시 마지막 출시 하였다.
- 1982년 1월 2기형 AB185F 전문형 시외급행 전문형/시외 전문형, 시외급행 시외직행/관광/자가용버스 1년만에 첫 출시 마지막 출시 하였다.

#### 형식
- 중문형 시내버스 중문형 폴딩 수동문 차량 (1977. 8 출시)
- 자가용 중문형, 시외완행형 관광/자가용 폴딩 수동문 차량 (1977. 9 출시)
- 전중문형 시내버스, 시내일반입석도시형버스 중문 폴딩 수동문 차량 (1978. 9 출시)
- 전문형 시내버스, 시내직행좌석형버스 (1978. 9 출시)
- 전문형 시외 전문형, 시외급행버스 시외직행버스/관광버스/자가용버스 (1978. 9 출시)
- 중문형, 시외완행형버스/ 시외직행버스 (1978. 9 출시)

#### 특징
- 엔진은 모두 당시 경쟁차종이었던 새한 BF101, 현대 HD170, 동아 HA20에 탑재된 MAN사의 D0846HM (185마력/7,200cc급) 엔진을 탑재하였다.
- 전 후륜휠은 HD160, HD170과 함께 10홀 10핀이다.
- 광주, 전남, 서울, 대전, 충북, 대구를 통틀어 총 785대가 판매되었다. 주로 아시아자동차 공장이 있는 광주에서 많이 팔렸다.
- 전중문 유리창에 달린 손잡이가 3개씩 달려 있었고 타사의 경쟁차종과는 달리 전면부 헤드램프가 가로배열이 아닌 세로배열인 특이사항이 있었다.
- 1981년 9월에 후속 차종인 AM907이 등장했으나 1982년 상반기까지는 병행 생산되었다.

#### 현재
- 경상남도에서 1982년 5월에 제작된 AB185F 스넥카 1대가 2019년 현재 현역으로 활동하고 있으며, 번호판까지 1995년 이전의 구형 번호판이 끼워져 있다고 한다.

### AB236R
- AB236R은 1981년 초에 기존 프론트 엔진버스인 AB185F의 디자인에서 전장을 11m급으로 늘리고 엔진을 후방에 장착한 준고속형급 버스이다.
- 시외형 시외직행버스 고속버스 관광버스 자가용버스 출시 하여 전반적인 모습은 AB185F와 거의 비슷하였고 엔진은 MAN사의 D2156HM 엔진을 탑재하였다.
- 그러나 극심한 소음과 당시 경쟁차종인 새한 BU110과 현대 RB585의 인기에 밀려 단 6대를 끝으로 판매가 중단되었으며, 1981년 하반기에 단종되었다.
- 이 후 아시아자동차의 준고속형 라인은 한동안 공백상태였다가 1982년 후반 AM908/AM908D 출시로 그 공백을 채웠다.